# Drenov Do (Federacja Bośni i Hercegowiny)
Drenov Do – wieś w Bośni i Hercegowinie, w Federacji Bośni i Hercegowiny, w kantonie środkowobośniackim, w gminie Jajce. W 2013 roku liczyła 25 mieszkańców, z czego większość stanowili Serbowie.